# Universidad Nacional de Música (Perú)
La Universidad Nacional de Música (UNM), anteriormente, hasta 2017, conocida como Conservatorio Nacional de Música, es la institución pública emblemática de la educación musical en el Perú. Pertenece al Estado, otorga grados académicos y títulos profesionales en cada una de las especialidades que ofrece.
La Universidad Nacional de Música es la primera universidad pública dedicada exclusivamente a la música en Hispanoamérica.

## Historia
La historia del Conservatorio Nacional de Música se remonta hasta mediados del siglo XIX cuando el héroe y autor del Himno Nacional del Perú, José Bernardo Alcedo presentó ante el Congreso de la República el primer proyecto de Conservatorio Nacional para el Perú. 
Por razones políticas, este proyecto, así como los posteriores intentos de fundar la primera institución educativa oficial para la formación de músicos, no se concretaron hasta que en 1908 el presidente José Pardo y Barreda aprueba los mecanismos y el presupuesto para la puesta en marcha de una Academia Pública gratuita para la enseñanza de la música mediante Resolución Suprema N.º 1082 de fecha 9 de mayo de 1908. Luego de varios meses de preparativos, se inician en 1909 las actividades académicas bajo la dirección de Federico Gerdes, músico peruano formado en el Conservatorio Real de Leipzig y traído por el gobierno peruano especialmente para tal fin. Junto a Gerdes hubo profesores pioneros como José M. Valle Riestra (Solfeo, Armonía, Contrapunto, Fuga y Composición), Próspero Marsicano (Conservatorio de Río de Janeiro), Erich Schubert (Imperial y Real Academia de Música de Berlín), Enrique Fava Ninci (Conservatorio de Pésaro), Nello Cecchi (Conservatorio de Bolonia).
Bajo la denominación "Academia Nacional de Música", los primeros años de vida institucional estuvieron marcados por una constante lucha por hacer entender a la sociedad limeña de aquel entonces que la música era una profesión que merecía tanta dedicación y apoyo como cualquier otra carrera. El gobierno adquiere en 1927 un local para la Academia el mismo que ha sobrevivido a varios terremotos y es considerado actualmente como sede histórica de la institución. Por Resolución Suprema N.º 63 de fecha 12 de enero de 1929 el presidente Augusto B. Leguía modifica la anterior denominación por "Academia Nacional de Música Alcedo". 
Durante los años 1938 y 1939 (hechos previos al inicio de la Segunda Guerra Mundial) mediante Ley n.º 8743 se crea la Orquesta Sinfónica Nacional, disponiendo que se contrate en el extranjero el número de profesores necesario para que, con la cooperación de los profesores nacionales, se atienda a su organización y funcionamiento. Con la intención de complementar ello, se emiten normas que crean el "Consejo de Extensión Musical" y disponen que dicho Consejo proponga la reorganización de la Academia Nacional de Música "Alcedo" y su transformación en "Conservatorio Nacional de Música". A partir del año 1943 asume la dirección Carlos Sánchez Málaga quien desarrolló una gestión notable hasta que el 30 de marzo de 1946 mediante Decreto Supremo, bajo la figura de "cese" y "creación" se cambia el nombre de la Academia por el de "Conservatorio". La gestión de Carlos Sánchez Málaga, que contó con el respaldo de muchos músicos europeos que habían emigrado al Perú coincidentemente con la Segunda Guerra Mundial, sufrió un duro revés el año 1948 al ser derrocado el presidente José Luis Bustamante y Rivero por el general Manuel A. Odria.
Después de la salida de Carlos Sánchez Málaga hay sucesivos cambios en la dirección general del Conservatorio; en 1951 asume la dirección el músico francés de ascendencia belga Andrés Sas. En 1952, interinamente, José Malsio, luego el maestro italiano Aurelio Maggioni hasta 1954. El año 1954 asume la dirección el compositor Roberto Carpio quien permanece hasta 1959. En 1960 se inicia la tercera y última gestión de Carlos Sánchez Málaga, la misma que dura hasta 1969. Encargado de reorganizar la institución, se restituye logros alcanzados durante su gestión anterior. Se designó un Consejo Consultivo. Se aumentaron las becas rentadas para los alumnos. Se reinició la publicación del Boletín del Conservatorio. En 1966, mediante Ley n.º 16201 se otorga autonomía académica, y pedagógica al Conservatorio Nacional de Música y a la Escuela Nacional de Bellas Artes. Carlos Sánchez Málaga renuncia en 1969 e ingresa como director interino, Roberto Carpio. En 1970 asume la dirección, José Malsio. Se da un renovado impulso a la actividad coral y orquestal. El Gobierno Militar de Juan Velasco Alvarado, cambió la denominación de Conservatorio por la de Escuela Nacional de Música, y dictó una serie de normas que no contribuyeron al desarrollo de la institución. Por ejemplo, mediante Decreto Ley n.º 19268 se dispuso la absorción del Conservatorio y otras escuelas de arte por el Instituto Nacional de Cultura, lamentable decisión política que solo favoreció una notable fuga de talentos y el debilitamiento académico y artístico de todas las instituciones involucradas.
El año 1982 la Ley General de Educación 23384 otorga a la Escuela Nacional de Música el rango de "Escuela Superior con autonomía académica y económica". Se consolida la Orquesta Sinfónica del Conservatorio. Importante actividad del Coro General. Se edita partituras de música peruana. En 1983 la Ley 23626 sustituye texto de la Ley 23384 precisando que "La Escuela Nacional de Bellas Artes y la Escuela Nacional de Música tienen la condición de Escuelas Superiores con autonomía académica, económica y administrativa".
Entre 1986 y 1990 fue director Armando Sánchez Málaga. Se formuló un currículum basado en el sistema de créditos y áreas de formación, respetando el perfil de la universidad peruana. Se inició el traslado del sistema manual de información académico administrativa al sistema computarizado. En 1996, bajo la dirección de Nelly Suarez de Velit, la institución recobró el anterior nombre ("Conservatorio") y logró que el Estado le asigne un nuevo local, local anteriormente perteneciente al ex Banco Hipotecario ubicado en el Centro histórico de Lima. Los seis niveles de este edificio han sido acondicionados poco a poco y es donde se desarrolla actualmente la mayor parte de actividades académicas.
En el año 2008, durante la dirección de Fernando De Lucchi Fernald, se aprobó la Ley 29292 que reconoce los estudios superiores del Conservatorio como equivalentes a los que se realizan en las universidades adquiriendo así la prerrogativa para otorgar grados académicos de Bachiller y títulos profesionales de Licenciado. En ese año recibe la Medalla de Honor del Congreso de la República.
En el año 2016, bajo el liderazgo y gestión de su directora general, la maestra Carmen Escobedo Revoredo, se logró la dación de la Ley N° 30463, Ley que Declara de Interés Nacional y Necesidad Pública la Construcción de la Sede del Conservatorio Nacional de Música.
En el 2017, también por gestión de la maestra Escobedo e iniciativa legislativa del Congresista de la República Francesco Petrozzi (Presidente de la Comisión de Cultura y Patrimonio Cultural), se consiguió en el Pleno del Congreso de la República (por votación unánime de 100 votos a favor) la dación de la Ley N° 30597, Ley que Denomina Universidad Nacional de Música al Conservatorio Nacional de Música, lográndose de esa manera su plena y merecida inclusión dentro del Sistema Universitario Nacional, además de su acreditación a la Sunedu.
En 2020, la dirección volvió a estar en manos de Lydia Hung Wong. Sin embargo, durante el gobierno de Dina Boluarte se produjeron dos destituciones. En la primera, el Ministerio de Educación la reemplazó por un biólogo, pero la destitución fue revocada a causa de la presión mediática. Posteriormente, fue reemplazada por un economista. 
El nuevo presidente de la comisión organizadora, ha sido acogido positivamente por los estudiantes, quienes esperan que su gestión contribuya a agilizar el proceso de obtención de la licencia institucional por parte de laSUNEDU. Esto se ve respaldado por su capacidad demostrada para llevar a cabo este proceso de manera efectiva, lo que lo distingue favorablemente en comparación con anteriores comisiones organizadoras. 
| Director              | Nombre                          | Período         |
| --------------------- | ------------------------------- | --------------- |
| 1º                    | Federico Gerdes Muñoz           | 1908-1929       |
| 2º                    | Vicente Stea                    | 1929-1930       |
| 3º                    | Enrique Fava Ninci              | 1931-1932       |
| 4º                    | Federico Gerdes Muñoz           | 1932-1943       |
| 5º                    | Carlos Sánchez Málaga           | 1943-1949       |
| 6º                    | Andrés Sas Orchassal            | 1950-1951       |
| 7º                    | Aurelio Maggioni Bonetti        | 1952-1953       |
| 8º                    | Roberto Carpio Valdés           | 1954-1959       |
| 9º                    | Carlos Sánchez Málaga           | 1966-1969       |
| 10.º                  | José Malsio Montoya             | 1970            |
| 11º                   | Enrique Iturriaga Romero        | 1973-1976       |
| 12º                   | Celso Garrido Lecca Seminario   | 1976-1979       |
| 13º                   | Édgar Valcárcel Arze            | 1979-1984       |
| 14º                   | César Bedoya                    | 1985            |
| 15º                   | Armando Sánchez Málaga Gonzales | 1986-1990       |
| 16º                   | Édgar Valcárcel Arze            | 1991-1993       |
| 17º                   | Nelly Suárez de Velit           | 1993-1998       |
| 18º                   | Enrique Iturriaga Romero        | 1999-2002       |
| 19º                   | Lydia Hung Wong                 | 2003-2006       |
| 20.º                  | Fernando De Lucchi Fernald      | 2007-2014       |
| 21.º                  | Carmen Escobedo Revoredo        | 2015-2018       |
| Comisión Organizadora | Carmen Escobedo Revoredo        | 2019-2020       |
| Comisión Organizadora | Lydia Hung Wong                 | 2020-2025       |
| Comisión Organizadora | Wilder Santiago Braul Gomero    | 2025-actualidad |

## Especialidades
- Arpa
- Canto
- Clarinete
- Composición
- Contrabajo
- Corno
- Dirección Coral
- Dirección instrumental
- Educación musical
- Eufonio
- Fagot
- Flauta
- Flauta dulce
- Guitarra
- Percusión
- Musicología
- Oboe
- Piano
- Saxofón
- Trombón
- Trompeta
- Tuba
- Viola
- Violín
- Violonchelo

## Convenios y Becas
La Universidad nacional de Música es signataria de convenios de intercambio académico con las siguientes instituciones de música:
- Universidad Nacional de Música de Bucarest (Rumania).
- Universidad de Música de Varsovia “Federico Chopin” (Polonia).
- Academia Sibelius (Finlandia).
- Academia de Música de Cracovia (Polonia) / Convenio Erasmus + Programme de la Unión Europea.
- Academia de Música Gnessin de Moscú (Rusia).
- Conservatorio del Liceo de Barcelona (España).
- Conservatorio de Lyon (Francia).
- Conservatorio de Praga (República Checa).
- Pontificia Universidad Católica de Valparaíso (Chile).
- Universidad Mayor de Chile, Conservatorio de Música (Chile).
- Universidad Nacional de Colombia, Conservatorio de Música de la Facultad de Artes (Colombia).

## Rankings académicos
En los últimos años se ha generalizado el uso de rankings universitarios internacionales para evaluar el desempeño de las universidades a nivel nacional y mundial; siendo estos rankings clasificaciones académicas que ubican a las instituciones de acuerdo con una metodología científica de tipo bibliométrica que incluye criterios objetivos medibles y reproducibles, tomando en cuenta por ejemplo: la reputación académica, la reputación de empleabilidad para los egresantes, la citas de investigación a sus repositorios y su impacto en la web. Del total de 92 universidades licenciadas en el Perú, la Universidad Nacional de Música se ha ubicado regularmente dentro del tercio inferior a nivel nacional en determinados rankings universitarios internacionales.